# Olschnögg
Olschnögg ist eine Ortschaft in der Gemeinde Straßburg im Bezirk Sankt Veit an der Glan in Kärnten. Die Ortschaft hat 20 Einwohner (Stand 1. Jänner 2024). 

## Lage
Olschnögg liegt etwa 4 ½ km Luftlinie bzw. etwa 8 Straßenkilometer nordnordwestlich des Gemeindehauptorts Straßburg-Stadt am Mödringbergzug, auf dem Gebiet der Katastralgemeinde St. Georgen.
Zur Ortschaft gehören die Höfe Hübl (früher Huibl, Nr. 1 und 2), Wieser (Nr. 4), Olschnegger (Nr. 5), Attnitz (Atnitz, Nr. 6) und Sabitzer (Nr. 7). Die Höfe Harder (zwischen Hübl und Wieser; Nr. 3), Mayer (Mayr in Graben, südlich von Sabitzer; Nr. 8) und Koglkeusche (südlich von Sabitzer, war das einzige Haus der Ortschaft in der Katastralgemeinde Straßburg Land) existieren nicht mehr.

## Geschichte
Der Ortsname, mundartlich Alschneggen, leitet sich von Elsneggen ab, was (Berg)ecke mit Elsen (= Gewöhnliche Traubenkirsche) bedeutet.
Seit Gründung der Ortsgemeinden Mitte des 19. Jahrhunderts gehört Olschnögg zur Gemeinde Straßburg.

## Bevölkerungsentwicklung
Für die Ortschaft ermittelte man folgende Einwohnerzahlen:
- 1869: 9 Häuser, 101 Einwohner[3]
- 1880: 9 Häuser, 91 Einwohner[4]
- 1890: 8 Häuser, 97 Einwohner[5]
- 1900: 8 Häuser, 73 Einwohner[6]
- 1910: 8 Häuser, 65 Einwohner[7]
- 1923: 6 Häuser, 56 Einwohner[8]
- 1934: 57 Einwohner[9]
- 1951: 5 Häuser, 36 Einwohner[10]
- 1961: 5 Häuser, 36 Einwohner[11]
- 2001: 6 Gebäude (davon 5 mit Hauptwohnsitz) mit 6 Wohnungen; 20 Einwohner und 0 Nebenwohnsitzfälle; 5 Haushalte; 1 Arbeitsstätte, 4 land- und forstwirtschaftliche Betriebe[12]
- 2011: 6 Gebäude, 20 Einwohner, 4 Haushalte, 2 Arbeitsstätten[13]
- 2021: 6 Gebäude, 19 Einwohner, 5 Haushalte, 4 Arbeitsstätten[14]